# Malladgudda, Manvi
Malladgudda là một làng thuộc tehsil Manvi, huyện Raichur, bang Karnataka, Ấn Độ.